# Mince Spies
Mince Spies è il terzo EP del gruppo musicale britannico Coldplay, pubblicato nel dicembre 2001 dalla Parlophone.

## Descrizione
Mince Spies è un disco natalizio pubblicato in edizione limitata a 1000 copie per tutti i membri iscritti al fan club ufficiale del gruppo. Il titolo è un gioco di parole tra mince pie e Spies, brano tratto dal primo album in studio Parachutes del 2000.

## Tracce
1. Have Yourself a Merry Little Christmas (Jo Whiley / BBC R1 Session) – 2:22 (Hugh Martin, Ralph Blane)
2. Yellow (The Alpha Remix) – 4:27 (Guy Berryman, Will Champion, Jonny Buckland, Chris Martin)